# Savka Pollak
Pour les articles homonymes, voir Pollak.
Savka Nevenka Pollak Tomasevic (née le 31 août 1973 à Santiago), est une mannequin, journaliste et présentatrice de télévision chilienne d'origine allemande, polonaise et croate.

## Télévision

### Émissions
- 1995 : Club de amigos de La Red (La Red) : Présentatrice
- 1997-1998 : Video Loco (Canal 13) : Présentatrice
- 1998 : Jugando a saber (Canal 13) : Présentatrice
- 1999-2000 : El tiempo es oro (Canal 13) : Présentatrice
- 2001-2002 : La mañana del 13 (Canal 13) : Présentatrice
- 2004 : Sin prejuicios (TVN) : Jury/Panéliste
- 2005 : Saping (Mega) : Présentatrice
- 2009-2011 : En portada (UCV TV) : Présentatrice
- 2011 : Alerta en Chile (UCV TV) : Présentatrice
- 2012 : SQP (Chilevisión) : Commentatrice
- 2013 : Baila! Al Ritmo de un Sueño (Chilevisión) : Participante (5e éliminée)
- 2013-présent : Secreto a voces (Mega) : Commentatrice